# Michael R. Rose
Michael Robertson Rose – biolog ewolucyjny, od 1990 profesor na wydziale Ekologii i Biologii Ewolucyjnej na Uniwersytecie Kalifornijskim w Irvine. Jego doradcą na uczelni był brytyjski biolog ewolucyjny Brian Charlesworth.
Michael Rose zajmuje się ewolucją starzenia się. W 1991 opublikował pracę Evolutionary Biology of Aging (Biologia ewolucyjna starzenia się) rozpatrującą to zagadnienie pod kątem antagonistycznej plejotropii. Hipoteza ta mówi, że starzenie powodowane jest przez geny mające dwa oddziaływania: jedno wcześnie w życiu, drugie znacznie później. Geny zostały nabyte drogą doboru naturalnego z powodu ich wczesnych pozytywnych oddziaływań, zaś koszty pojawiające się później zostały uznane za przypadkowe skutki uboczne, które uważamy za starzenie się. Fenomen ten po raz pierwszy opisał George C. Williams w 1957, ale to Rose ukuł termin Antagonistic Pleiotropy. Z powodu jego przełomowego podejścia do zagadnienia, czasopismo Evolution określiło ówczesny stan gerontologii jako after Rose (po Rose).
Laboratorium Rose’a przeprowadziło najdłużej trwający eksperyment selekcji naturalnej w celu przetestowania teorii antagonistycznej plejotropii. Aby zapewnić długowieczność muszek owocowych, rozmnaża się je zbierając jajeczka od najdłużej żyjących muszek w każdym pokoleniu. Eksperymenty prowadzone są od lat 70., a muszki żyją czterokrotnie dłużej niż standardowo. Hipoteza antagonistycznej plejotropii zakładała, że długowieczne muszki będą miały niższą płodność w dalszej części życia. Rezultat okazał się odwrotny: długowieczne muszki składają więcej jajeczek w każdym stadium życia. Rose tłumaczy ten rezultat interakcją genotypu i środowiska. Długowieczne muszki mają inne słabe punkty, które utrudniłyby im życie na wolności, i być może to te cechy są istotą antagonistycznej plejotropii. W 2004 Rose opublikował pracę podsumowującą badania na „Muszkach Matuzalema” (Methuselah Flies).
Michael R. Rose proponuje nową definicję nieśmiertelności („new immortality”), który to stan następowałby w momencie, gdy organizm przestaje się starzeć. Organizm nadal może umrzeć z innych przyczyn (np. mechaniczny uraz, brak pożywienia, choroby), ale nie ze starości. Zdaniem Rose’a nieśmiertelność nie ma oznaczać przeżycia w absolutnie każdych warunkach.
W 1997 Rose otrzymał od Światowego Kongresu Gerontologii Busse Research Prize. Jego najnowsza książka nosi tytuł The Long Tomorrow: How Advances in Evolutionary Biology Can Help Us Postpone Aging (Długie jutro: Jak postępy biologii ewolucyjnej mogą pomóc nam opóźnić starzenie) (2005). W październiku 2011 ukaże się książka, której Michael Rose jest współautorem, pt. Does Aging Stop? (Czy starzenie ustaje?). Jest jednym z biologów występujących w naukowym filmie dokumentalnym z 1995 Death by Design / The Life and Times of Life and Times (Zaprojektowana śmierć / Życie i czas życia i czasu).